# Maïdine Douane
Maïdine Douane, né le 23 août 2002 à Thionville, est un footballeur algérien qui évolue au poste d'ailier gauche au Clermont Foot.

## Biographie

### Débuts et formation
Maïdine Douane, né le 23 août 2002 à Thionville, débute le football en France aux côtés de l'AS Konacker puis au FC Florange, à l'ES Fameck, puis au Thionville FC. Il s'engage au FC Metz en 2016 où il évolue dans un premier temps avec les équipes jeunes du club messin jusqu'à arriver avec l'équipe réserve où il dispute notamment 21 matchs pour un but en National 2 durant 3 saisons. 

### FC Metz et prêts au RFC Seraing
Le 13 janvier 2022, Maïdine Douane est prêtée au RFC Seraing pour une durée de six mois. Il fait ses débuts professionnels le 26 janvier suivant, en remplaçant Antoine Bernier lors d'une victoire deux buts à un à domicile en Jupiler Pro League contre Beerschot VA. Il dispute au total six matchs avec le club Sérésien.
Le 1 juillet 2022, Maïdine Douane signe son premier contrat professionnel avec le FC Metz où il paraphe un contrat allant jusqu'en 2023. Il fait ses débuts avec son club formateur le 15 avril 2023, remplaçant Lamine Camara lors d'une victoire trois buts à zéro à domicile en Ligue 2 contre les Girondins de Bordeaux.
Le 8 aout 2023, Maïdine Douane est de nouveau prêté au RFC Seraing pour un an. Il joue son premier match pour Seraing le 11 août 2023, lors d'une victoire trois buts à zéro à domicile en Challenger Pro League contre le Standard de Liège 16 FC. Le 2 septembre 2023, lors de la 4e journée de Challenger Pro League contre le KV Ostende, Maïdine Douane marque son premier but avec le RFC Seraing lors d'un match nul un but partout. Il dispute au total 20 matchs pour trois buts et une passe décisive avec le club sérésien.

### Clermont Foot
Le 15 juin 2024, Maïdine Douane est transféré au Clermont Foot. Il paraphe un contrat allant jusqu'en 2026. Il joue son premier match pour Clermont le 16 aout 2024, lors d'un match nul deux buts partout à domicile en Ligue 2 contre le Pau FC. Le 29 octobre 2024, lors de la 11e journée de Ligue 2 lors d'une victoire deux buts à un contrele Stade lavallois, il inscrit son premier but avec le Clermont Foot.

### Parcours en sélection
Maïdine Douane est international espoir algérien ayant joué pour l'Algérie -23 ans pendant l'année 2022 pour un total de 1 match joué.